# Ait Sedrate Jbel El Oulia
Ait Sedrate JbelEl Oulia  (in arabo أيت سدرات الجبل العليا‎?) è un centro abitato e comune rurale del Marocco situato nella provincia di Tinghir, regione di Drâa-Tafilalet. Conta una popolazione di 5 031 abitanti (censimento 2014).